# Sweet Sixteen
«Sweet Sixteen» — песня британского рок-музыканта Билли Айдола с его третьего студийного альбома Whiplash Smile, изданного в 1986 году.

## История
Вдохновлением для песни послужила история Эдварда Лидскалнина, скульптора латвийского происхождения, который был брошен его подругой Агнес Скаффс накануне свадьбы. Следующие несколько лет Лидскалнин воздвигал «Коралловый замок» в надежде, что сбежавшая невеста вернётся к нему. Эдвард называл Агнес произвищем Sweet Sixteen. Айдол написал эту песню в период работы над альбомом Rebel Yell и посвятил её тогдашней подруге Перри Листер. Существует два видеоклипа на песню, срежиссированных лично Билли Айдолом: чёрно-белый (оригинал) и цветной. На первых секундах оригинального видео можно увидеть скульптора на фоне его творения.
Рецензент Rolling Stone Роб Танненбаум заметил, что акустическая «Sweet Sixteen» вызывает в памяти ассоциации с хитом Билли Айдола времён Rebel Yell — «Eyes Without a Face». Обозреватель Allmusic Джонни Лофтус охарактеризовал музыкальный стиль «Sweet Sixteen» как «Марти Роббинс-встречает-Дел Шеннона-в-космосе». Итальянский музыкальный критик Пьеро Скаруффи описал «Sweet Sixteen» как «последний спазм панк-рока, приобретающий, в лучшем случае, зловещие оттенки шамана Джима Моррисона, в худшем — порочные оттенки сатанинских Iggy and the Stooges».

## Список композиций
7" сингл
| №  | Название        | Длительность |
| -- | --------------- | ------------ |
| 1. | «Sweet Sixteen» | 4:14         |
| 2. | «Beyond Belief» | 4:00         |

12" макси-сингл
| №  | Название                | Длительность |
| -- | ----------------------- | ------------ |
| 1. | «Sweet Sixteen»         | 4:17         |
| 2. | «Beyond Belief»         | 4:02         |
| 3. | «One Night, One Chance» | 3:57         |

## Позиции в чартах
| Страна         | Место |
| -------------- | ----- |
| Австрия        | 12    |
| Бельгия        | 9     |
| Великобритания | 17    |
| Германия       | 2     |
| Нидерланды     | 11    |
| Новая Зеландия | 3     |
| США            | 20    |
| Швейцария      | 12    |